# Mura di Treviso
La cinta muraria di Treviso è il complesso di opere difensive erette nel corso dei secoli per difendere la città da attacchi nemici.

## Mura romane
Non è chiaro il tracciato delle fortificazioni della Tarvisium romana. Il municipium sorgeva comunque sull'isola formata da Botteniga e Sile e le sue mura dovevano dunque svilupparsi lungo tali corsi d'acqua.
Alla fine dell'Ottocento l'abate Luigi Bailo scrisse che gli scavi effettuati nelle vicinanze del ponte di San Chiliano, in via Antonio Canova, avevano portato alla luce dei resti da lui identificati come fortificazioni di età romana, forse un accesso al centro abitato.
Anche il toponimo di via Cornarotta (forse da cornua rupta, in riferimento al fatto che rompeva la regolarità dei decumani in corrispondenza del perimetro quadrangolare) può confermare tale ipotesi.

## Mura medievali
Nel corso del Basso Medioevo Treviso si era dotata di alte mura merlate, costruite tra il 1178 e il 1230, ed era collegata con i borghi e la campagna grazie a undici porte: San Teonisto, Callimana, santi Quaranta, santa Bona, santa Cristina, san Bartolomeo, sant'Agostino (o san Tomaso), santa Maria Maggiore, san Paolo, santa Margherita, Altinia, del Terraio. La cerchia venne ampliata tra il 1329 e il 1338 con la costruzione delle mura lungo il corso del Sile.
Le mura, realizzate in mattoni cotti, senza riparo esterno e senza alcun sostegno interno, erano pensate per resistere alle tecniche di assalto medievali: testuggini, catapulte, arieti. 
Nel corso degli anni però, le numerose costruzioni addossate alle mura e le borgate esterne, facile riparo ad eventuali attaccanti, avevano in parte intaccato la funzionalità di tale sistema difensivo.
Resti di questa cinta muraria sono ancora oggi visibili nel tratto delle mura cinquecentesche in corrispondenza di porta Altinia, costruita accanto a una precedente porta medievale di cui sussistono le volte.

## Sistema difensivo cinquecentesco
Dopo la sconfitta di Agnadello, Venezia si affrettò a fortificare le più importanti città di terraferma, tra le quali Treviso.
Il progetto fu affidato dal Consiglio dei Dieci al frate francescano Giovanni Giocondo da Verona.

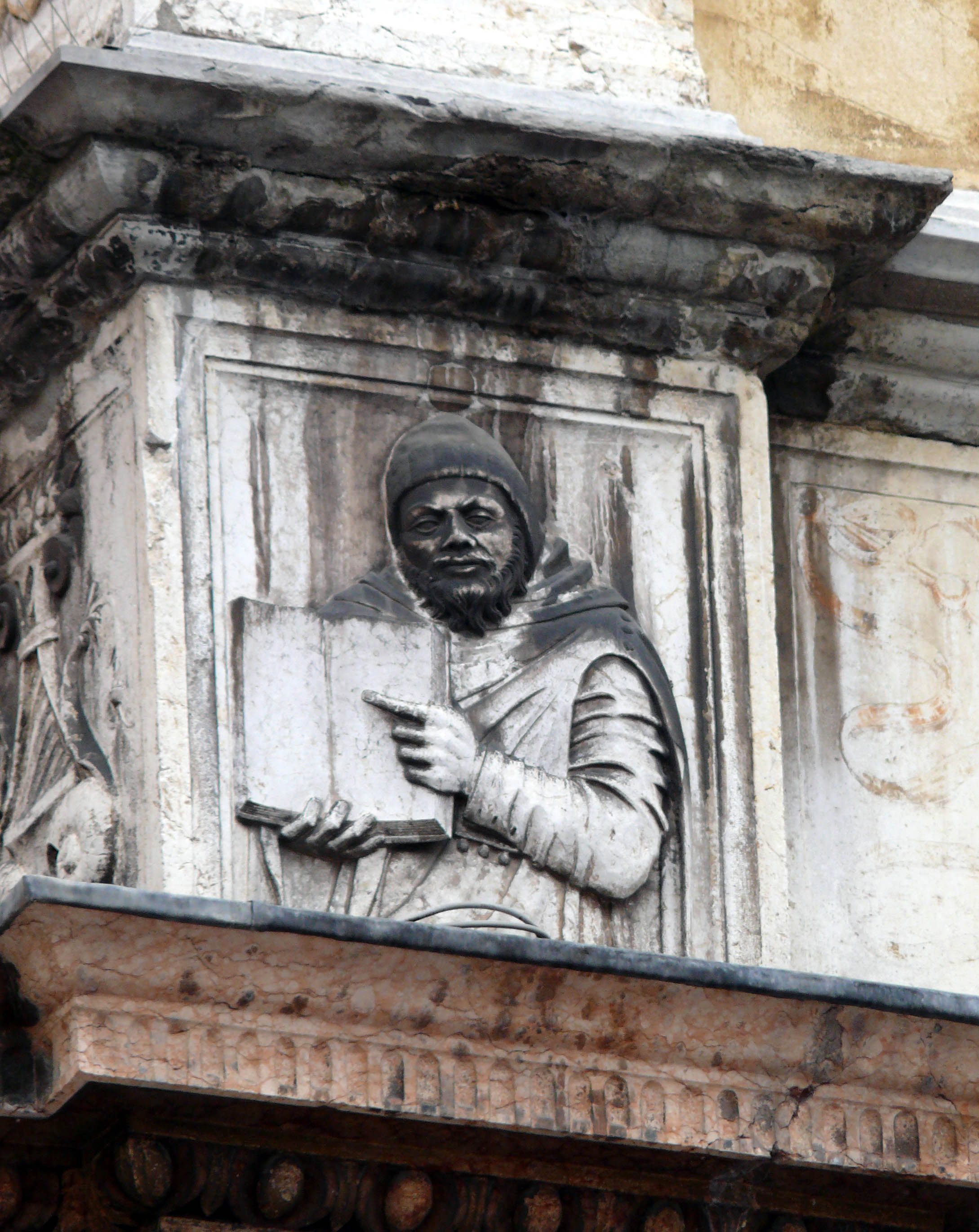
Rilievo sulla facciata della Loggia del Consiglio a Verona, comunemente ritenuto il ritratto di Fra Giocondo

Tra il 1509 e il 1518, furono demoliti le mura medievali, i borghi e tutti gli altri edifici che si trovavano all'esterno o, seppur all'interno, nelle immediate vicinanze della cinta muraria (si può citare l'esempio dell'antico santuario di Santa Maria Maggiore): si passò così da una struttura urbana con uno sviluppo a raggiera in corrispondenza delle arterie che si allontanavano dal centro, ad un impianto murario poligonale che traccia il limite invalicabile delle attività edilizie. Oltre la cinta muraria si estendeva una spianata di 500 passi (mezzo miglio) priva di case a alberi.
Le nuove mura, edificate a partire dal 9 luglio 1509, furono costruite a terrapieno, rivestito all'esterno da una spessa muraglia in laterizio, più economico e facile da usare rispetto alla pietra, ma anche più elastico per meglio resistere all'artiglieria. I nuovi bastioni permettevano di muovere il tiro d'artiglieria attraverso più angolazioni. Come in altre città del nord (ad esempio le mura di Ferrara) le mura di Treviso sono decorate a due terzi dell'altezza da un cordolo in pietra d'Istria in alcuni tratti ancor'oggi conservatosi.
In prossimità dei principali bastioni sono tuttora visibili, incastonati nel paramento di mattoni, eleganti bassorilievi raffiguranti il leone di san Marco.
Una volta completate le mura, si diede avvio alle opere idrauliche: fu deviato il corso del Botteniga in modo da creare attorno alla città un profondo fossato e attraverso il complesso sistema di chiuse ancora visibile sotto il Ponte de Pria, in corrispondenza dell'ingresso del fiume in città, si poté, all'occorrenza, allagare la spianata circostante.
L'opera di fra Giocondo ben sopportò l'assedio di Treviso, posto dagli eserciti della Lega di Cambrai nell'estate del 1511. In particolare, tra il 7 e il 15 ottobre di quell'anno fu sferrato un violento e decisivo attacco, il quale, tuttavia, si risolse per gli assedianti in un nulla di fatto.
Le porte furono ridotte a tre: tra il 1514 e il 1515 fu costruita porta Altinia, la cui struttura ricorda ancora i caratteri della torre di difesa.
Alla fine della guerra, l'orgoglio per lo scampato pericolo oltre al desiderio dei podestà Nicolò Vendramin e Paolo Nani di lasciare ai posteri un importante testimonianza di ricchezza e potere, fecero sì che i due ulteriori ingressi in città, porta Santi Quaranta, o "Vendramina" e porta San Tomaso, che nell'intenzione del Nani avrebbe dovuto conservare il nome di "porta Nana", abbandonata l'austera architettura di porta Altinia, assumessero il carattere magniloquente degli archi trionfali romani.
Il divieto di costruire fuori dalle mura, fatto rispettare da tutti i podestà-capitani, durò quasi tre secoli. Venuta meno l'impellenza della funzione difensiva, il terrapieno all'interno delle mura fu nel tempo adibito a pascolo e coltivazione.
Nella seconda metà del XIX secolo il terrapieno fu sistemato per ricavarne un viale alberato, destinato al passeggio e al gioco dei bambini. Sempre negli stessi anni le mura furono trasformate in barriera daziaria, cosicché ogni accesso alla città, per terra o fiume, fosse controllato e soggetto ad imposta (tra i caselli daziari all'epoca eretti in corrispondenza degli accessi, rimane quello posto di fianco alla Barriera Garibaldi, all'uscita del Sile dalla città, in luogo dell'antico "Portello").
Fino agli inizi del XX secolo il collegamento tra il centro urbano e la periferia era assicurato ancora dalle tre uniche porte. Si procedette dunque all'abbattimento di un ampio tratto a sud-ovest e all'apertura di numerosi varchi.

### Bastioni
- Bastione San Teonisto (demolito)
- Bastione San Marco
- Bastione (varco Caccianiga)
- Bastione Santa Bona
- Bastione (ex pattinodromo)
- Bastione San Bartolomeo
- Bastione San Tomaso (scuole Stefanini)
- Bastione Santa Sofia (ex macello)
- Bastione San Paolo
- Bastione Altinio (hotel Carlton)
- Bastione del Castello (ex Camuzzi)
- Bastione Santo Spirito (demolito)

## Galleria d'immagini

### Mura

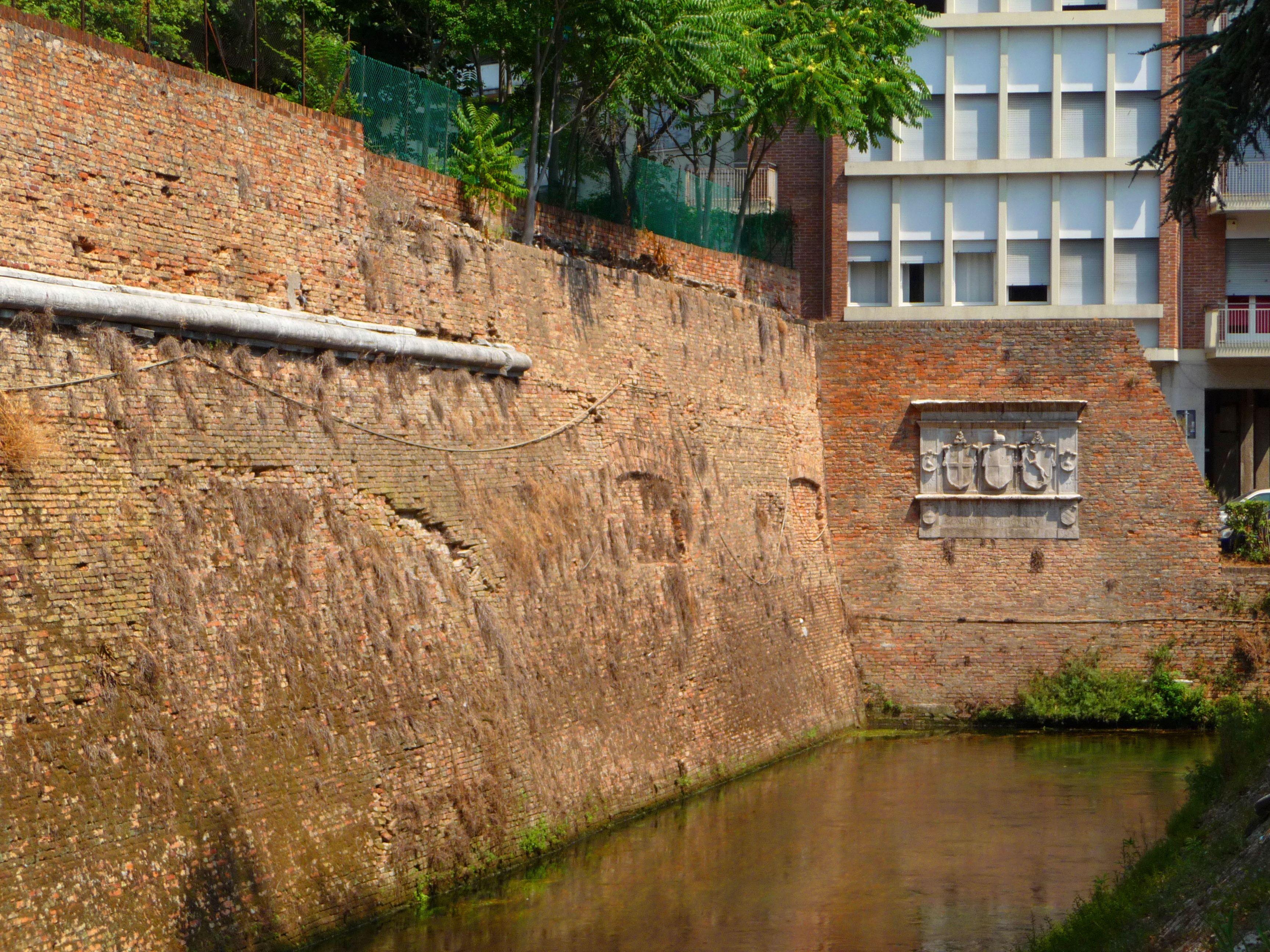
Mura in zona stazione
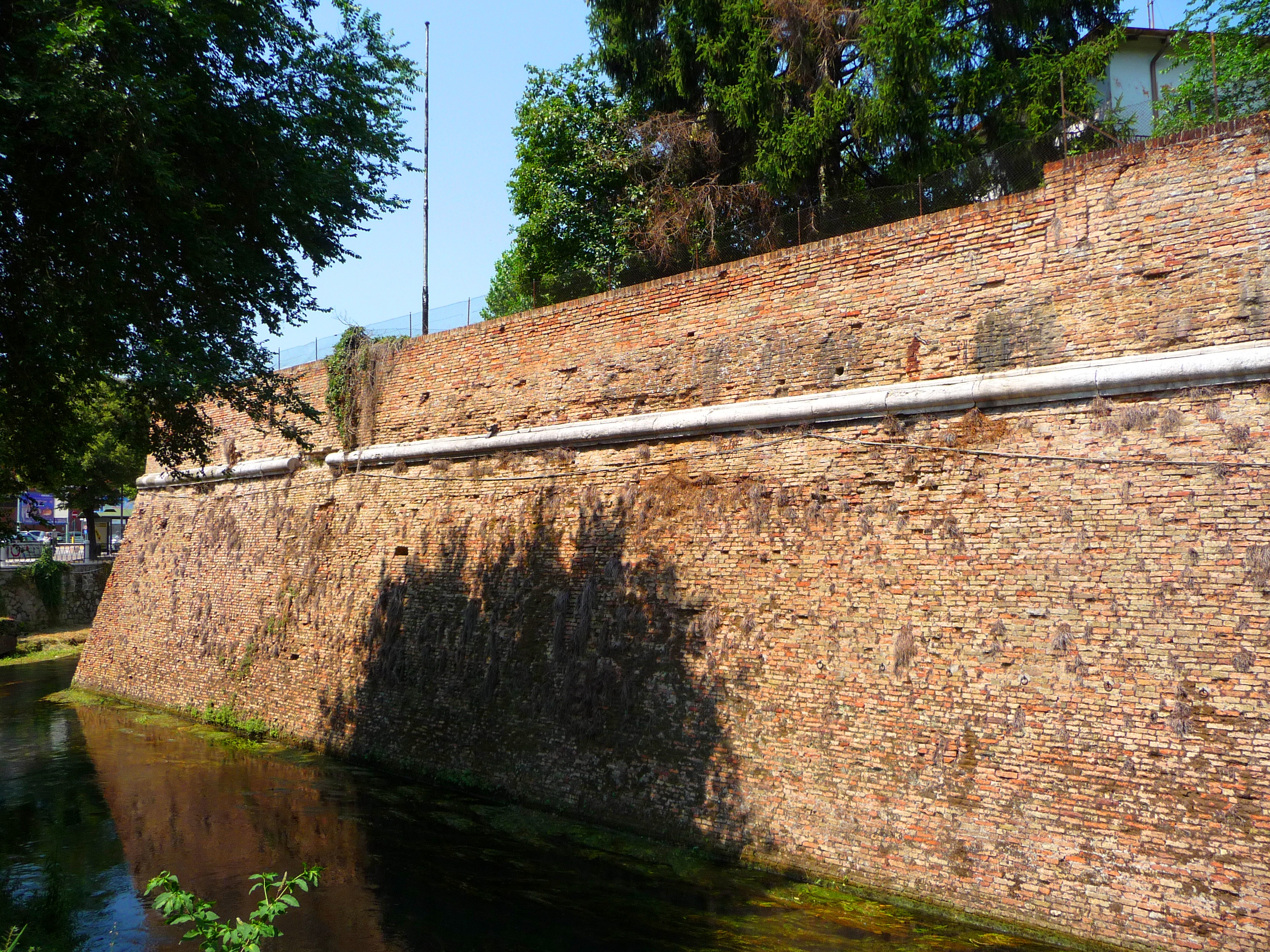
Mura in zona stazione
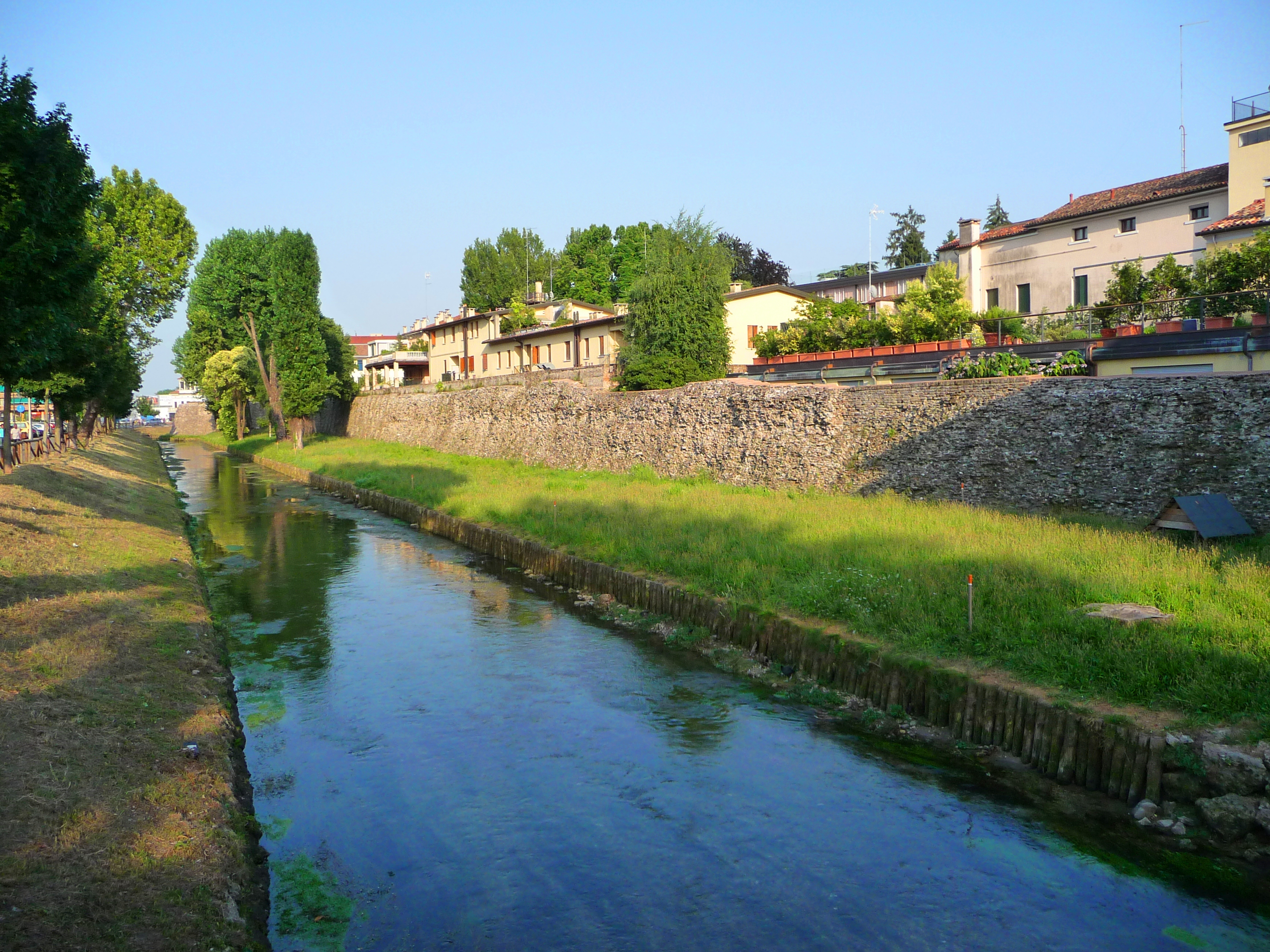
Mura in corrispondenza di porta S. Tomaso

### Porte e varchi

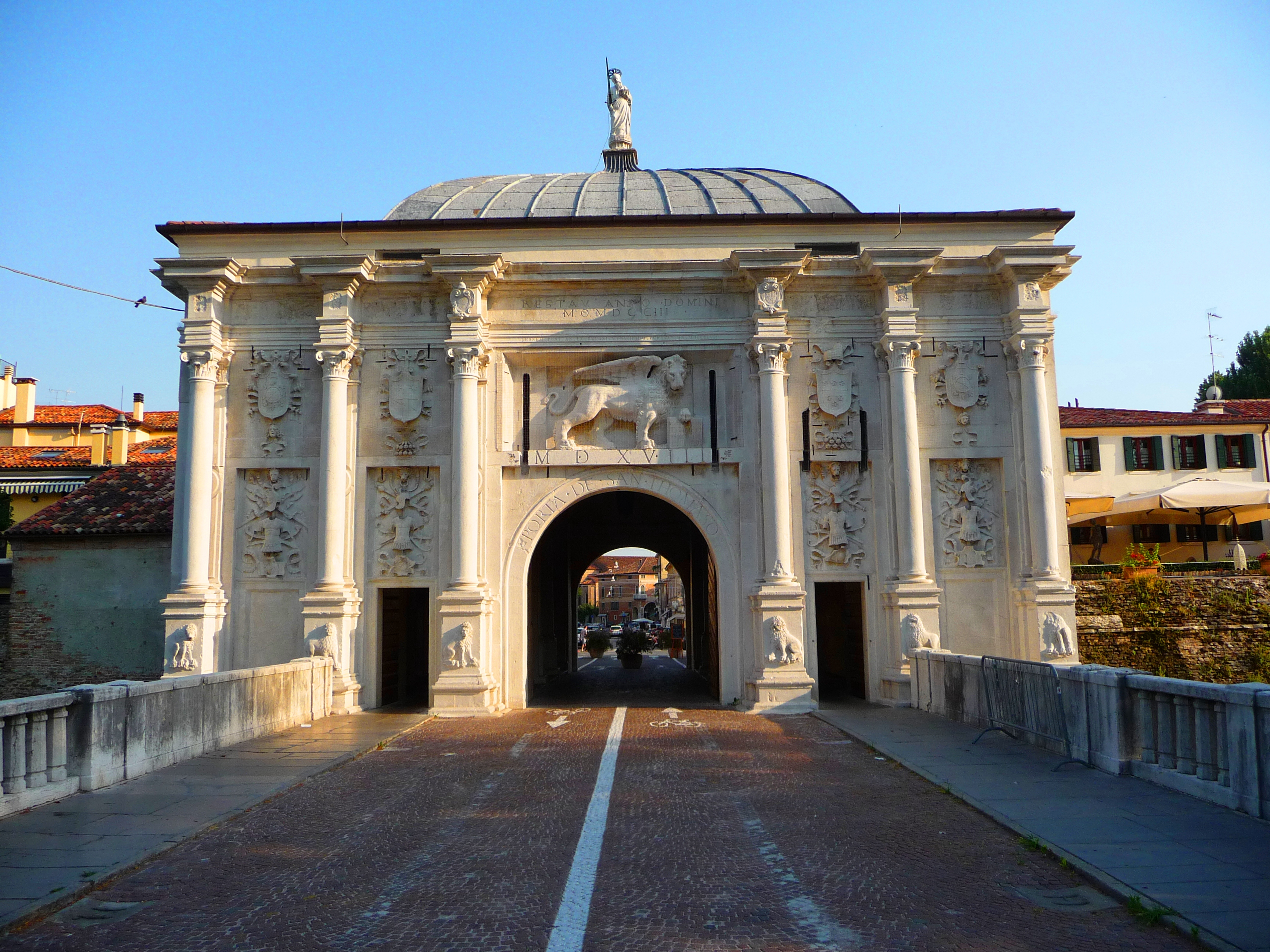
Porta San Tomaso
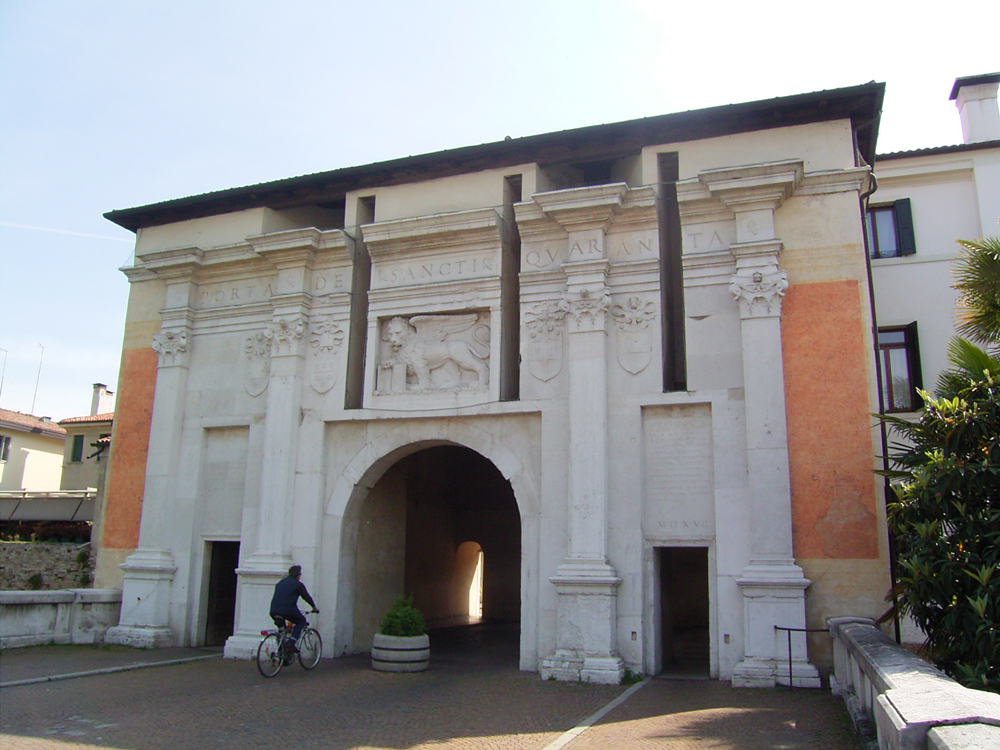
Porta Santi Quaranta
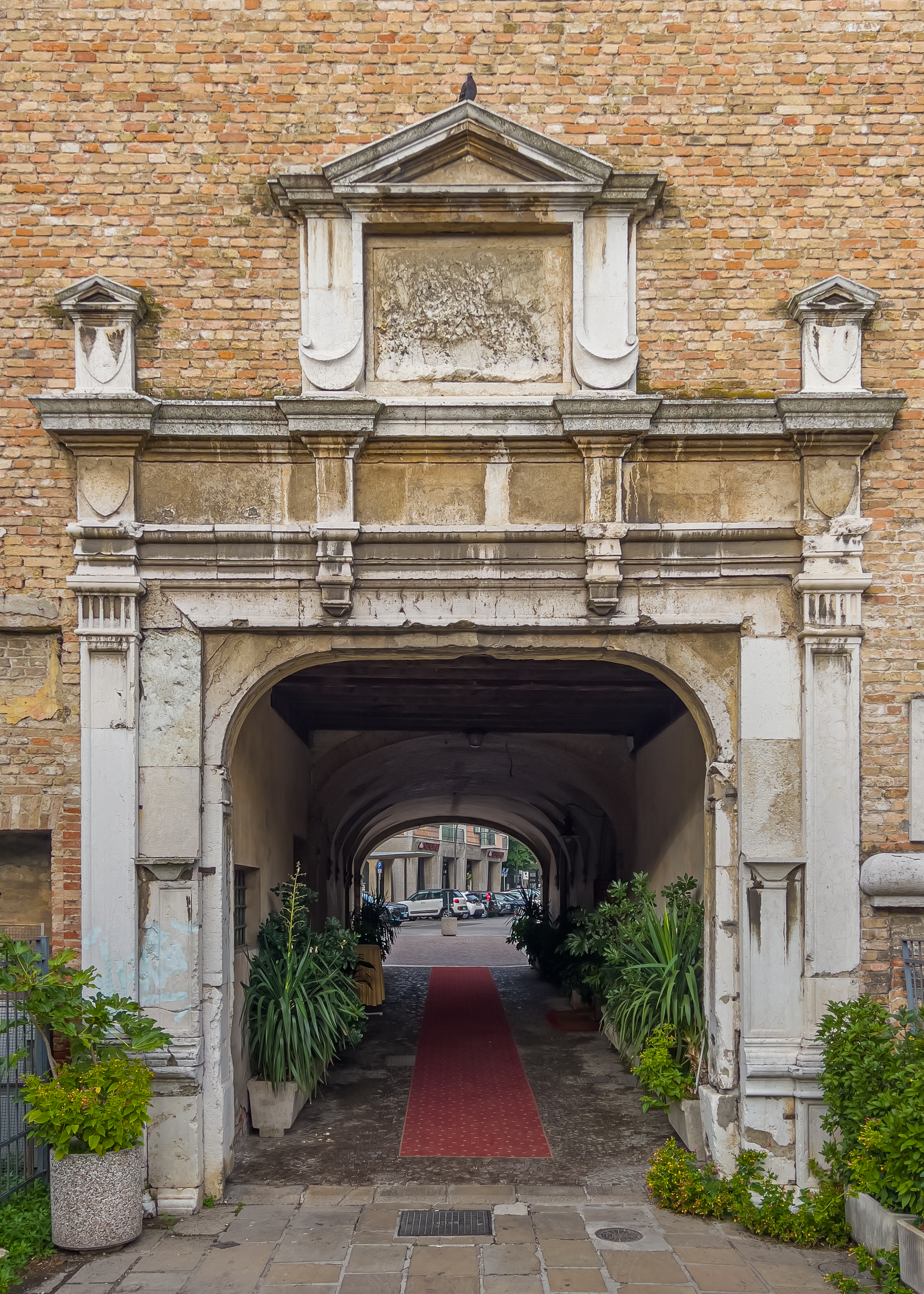
Porta Altinia
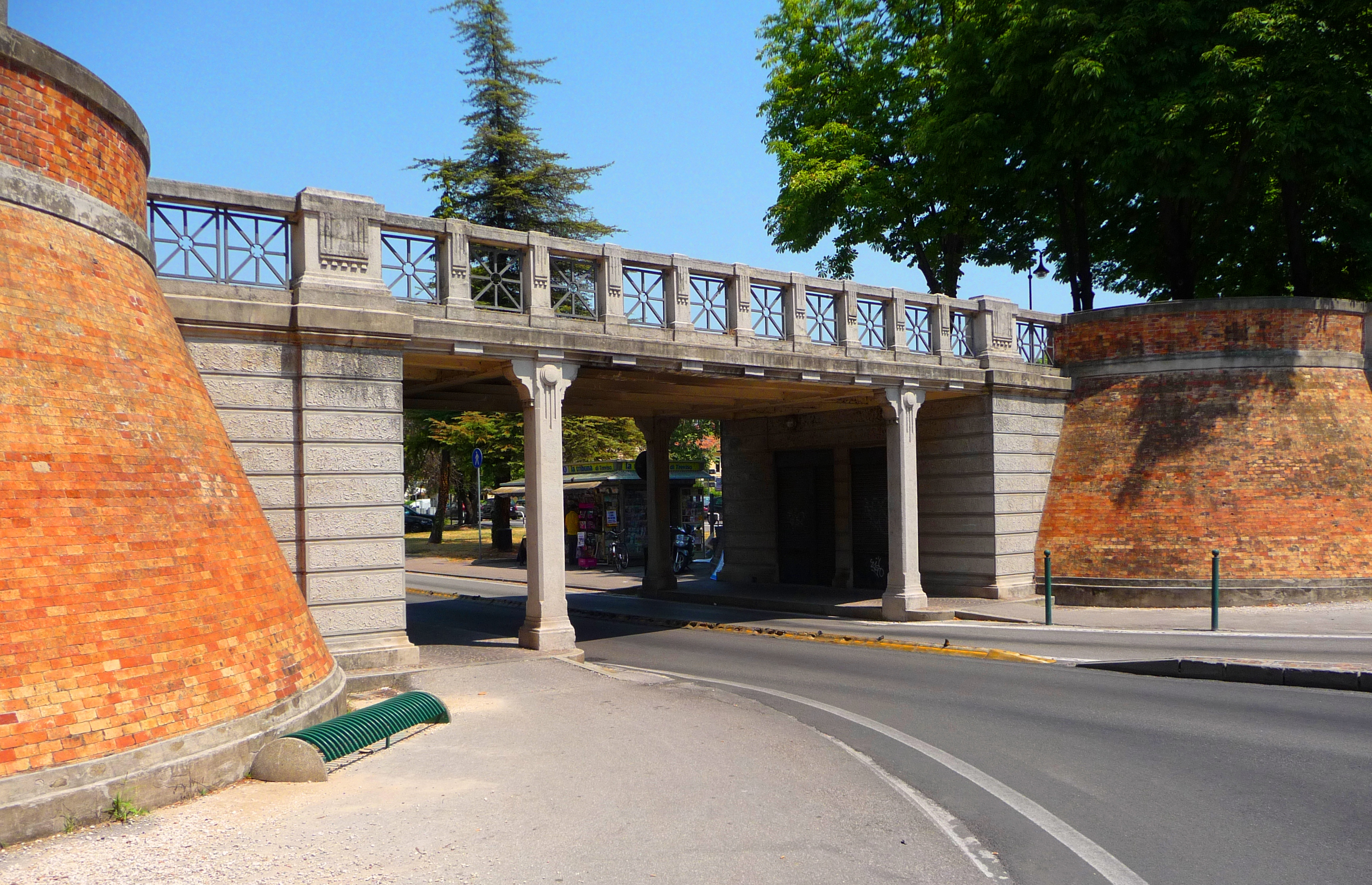
Varco Santa Bona (meglio noto come varco Fra' Giocondo)
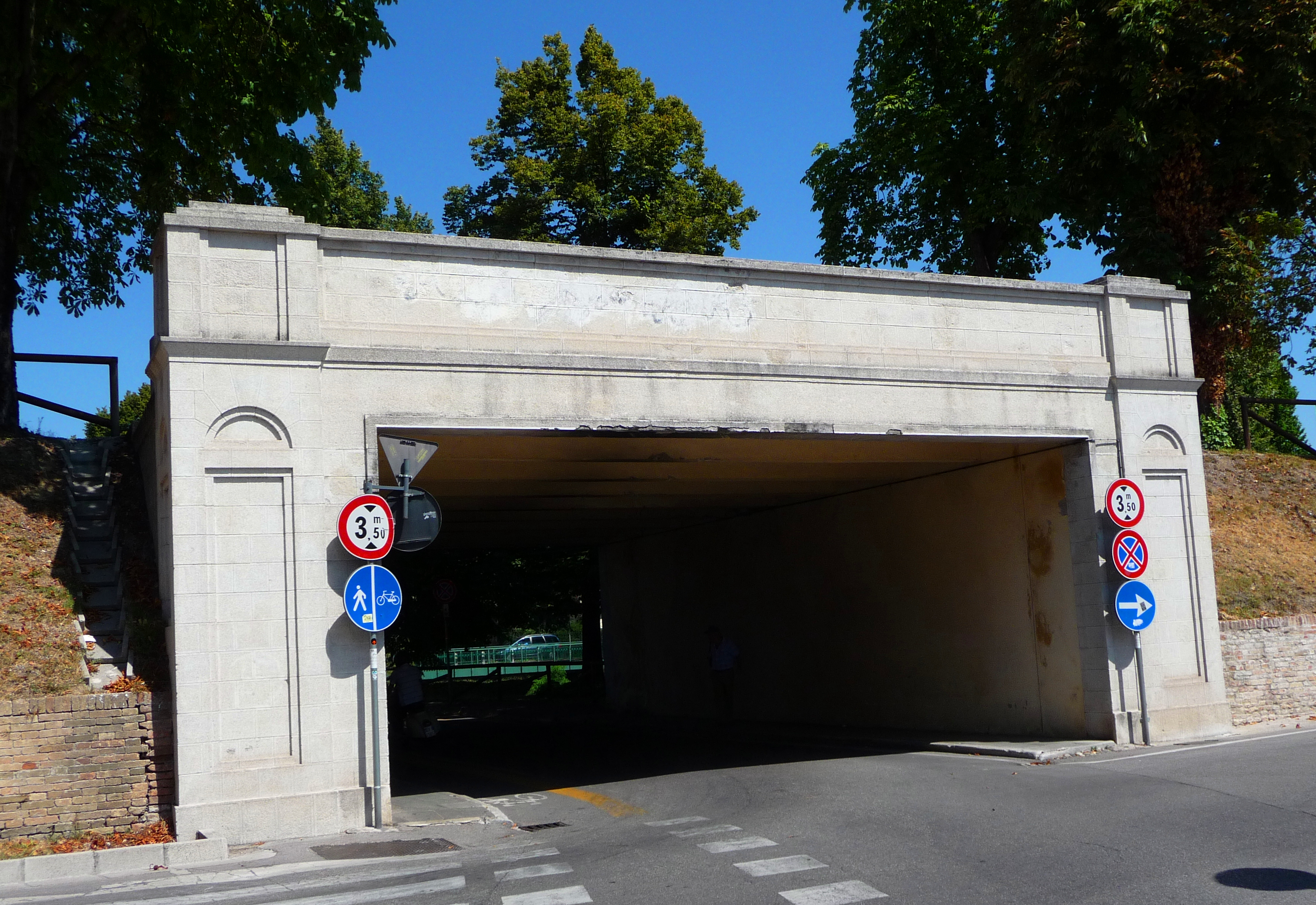
Varco Filippini
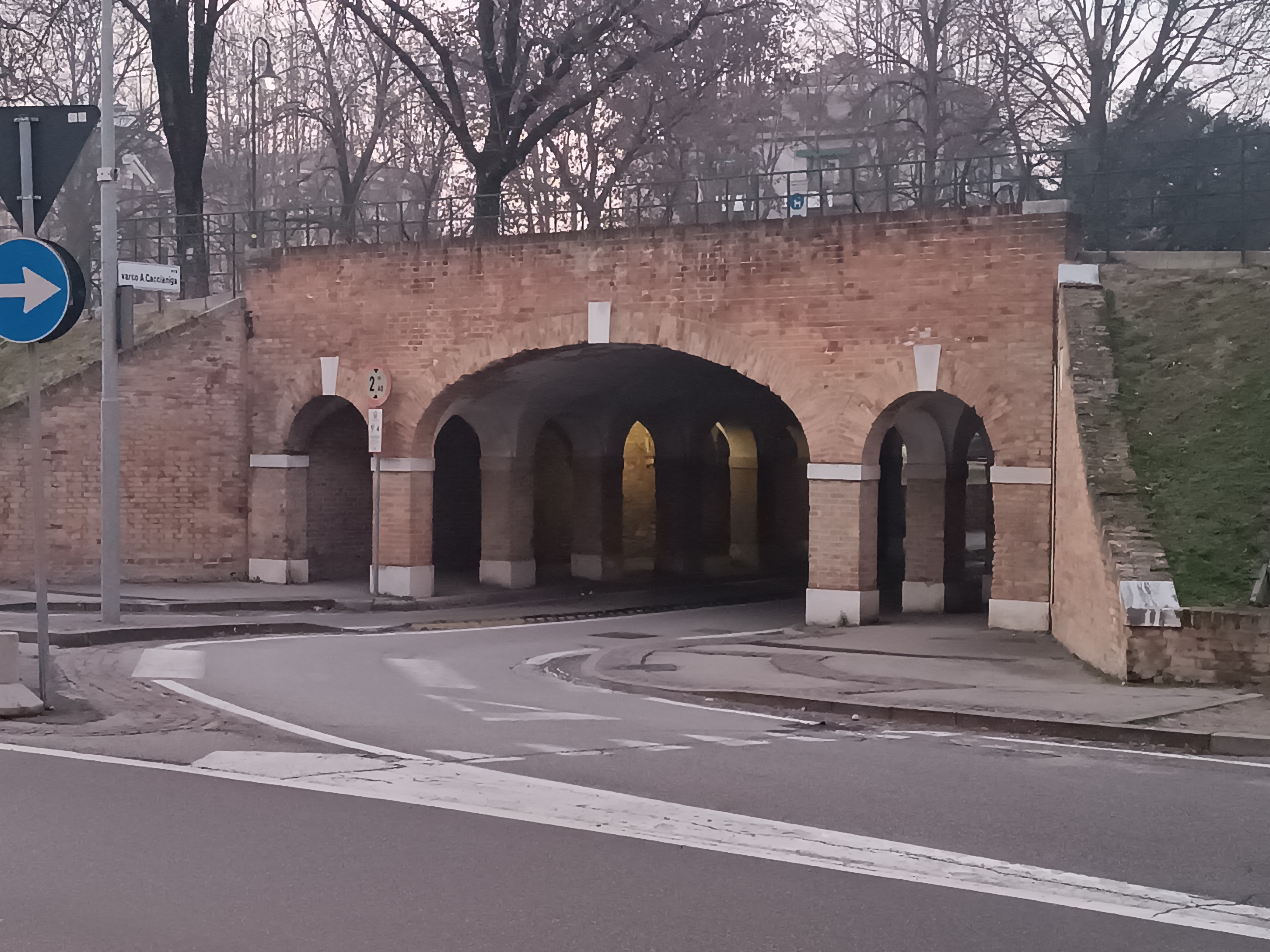
Varco Caccianiga
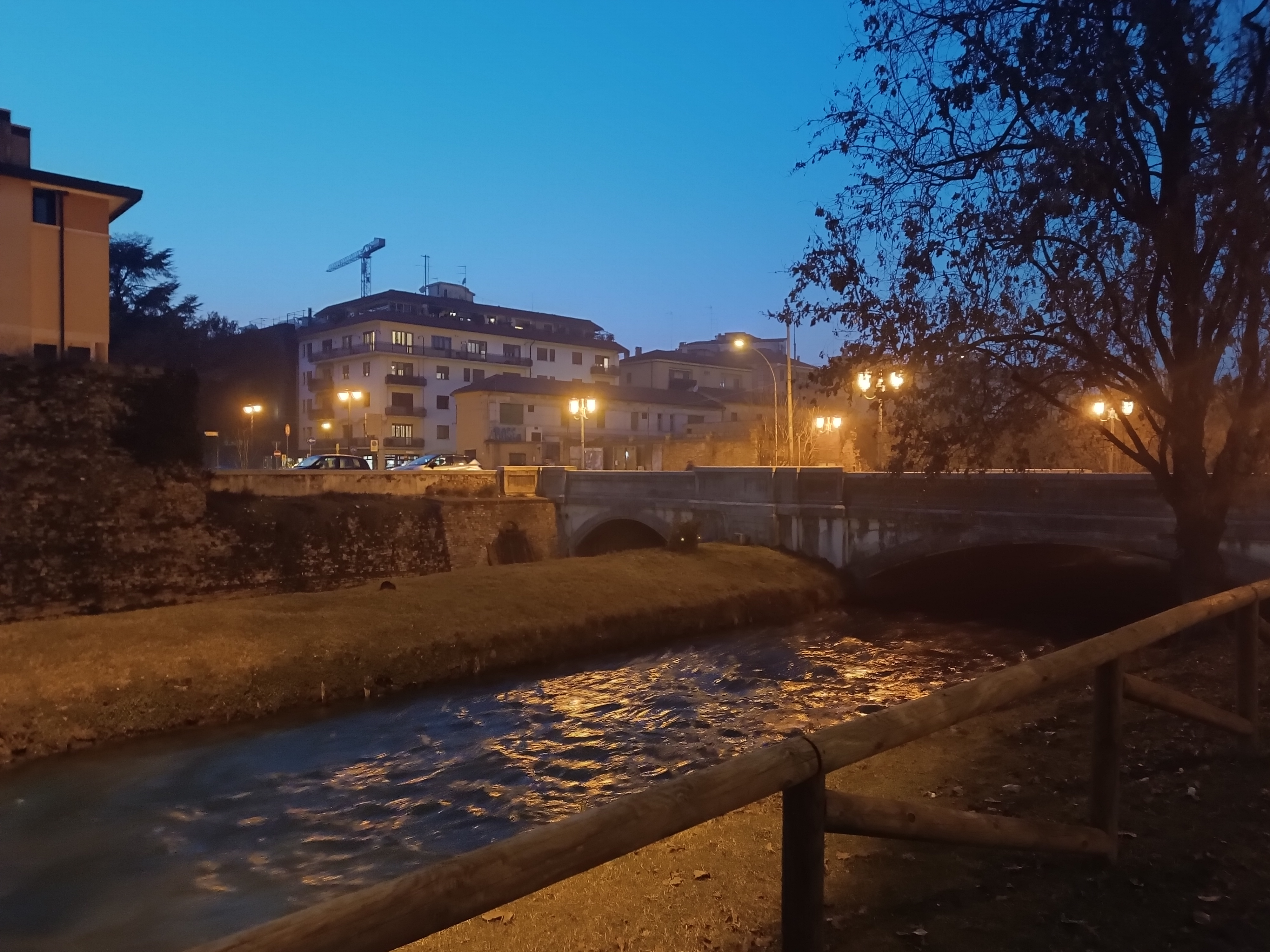
"Porta" Carlo Alberto
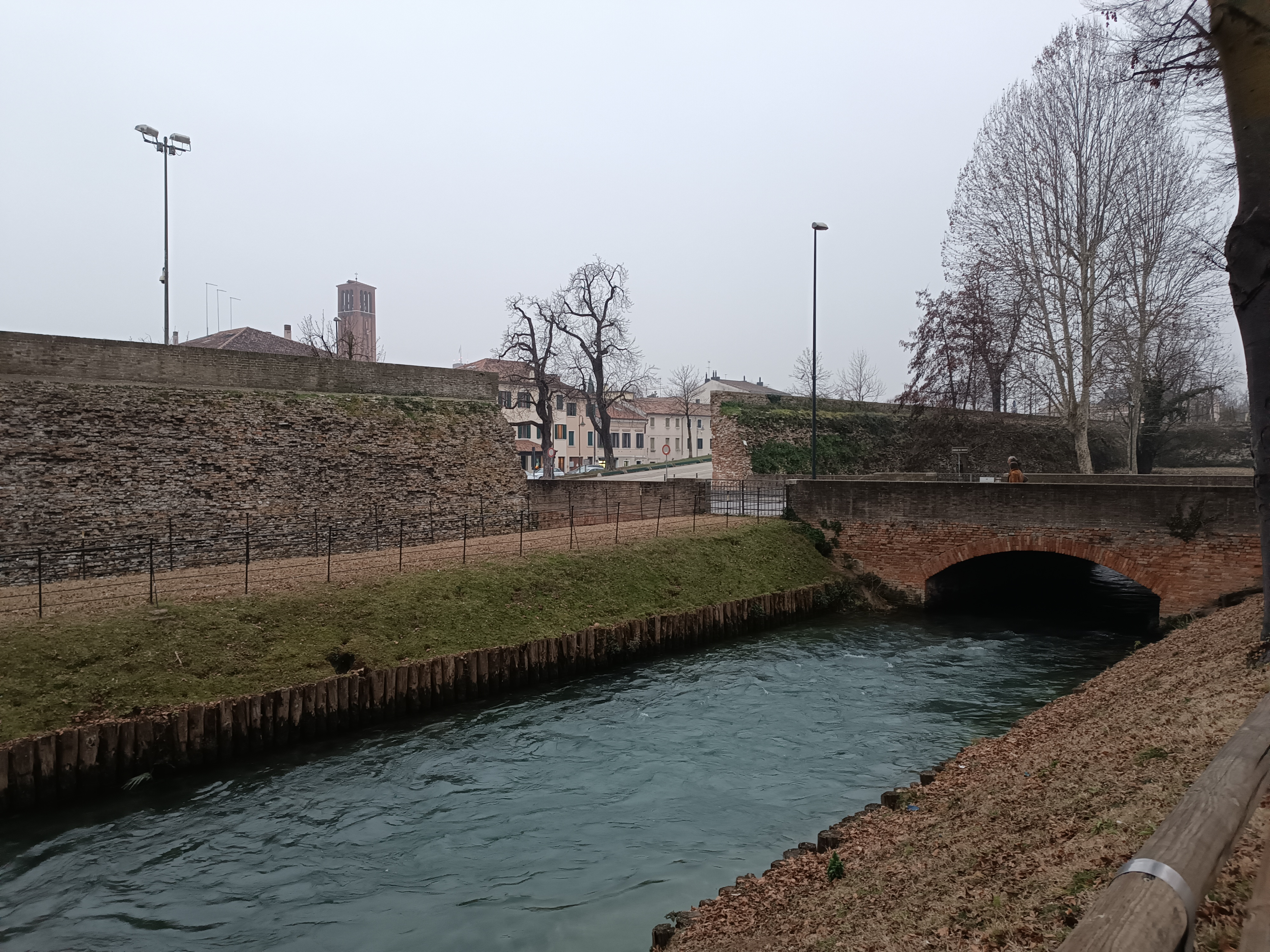
Varco San Bartolomeo (noto anche come "Porta Manzoni")
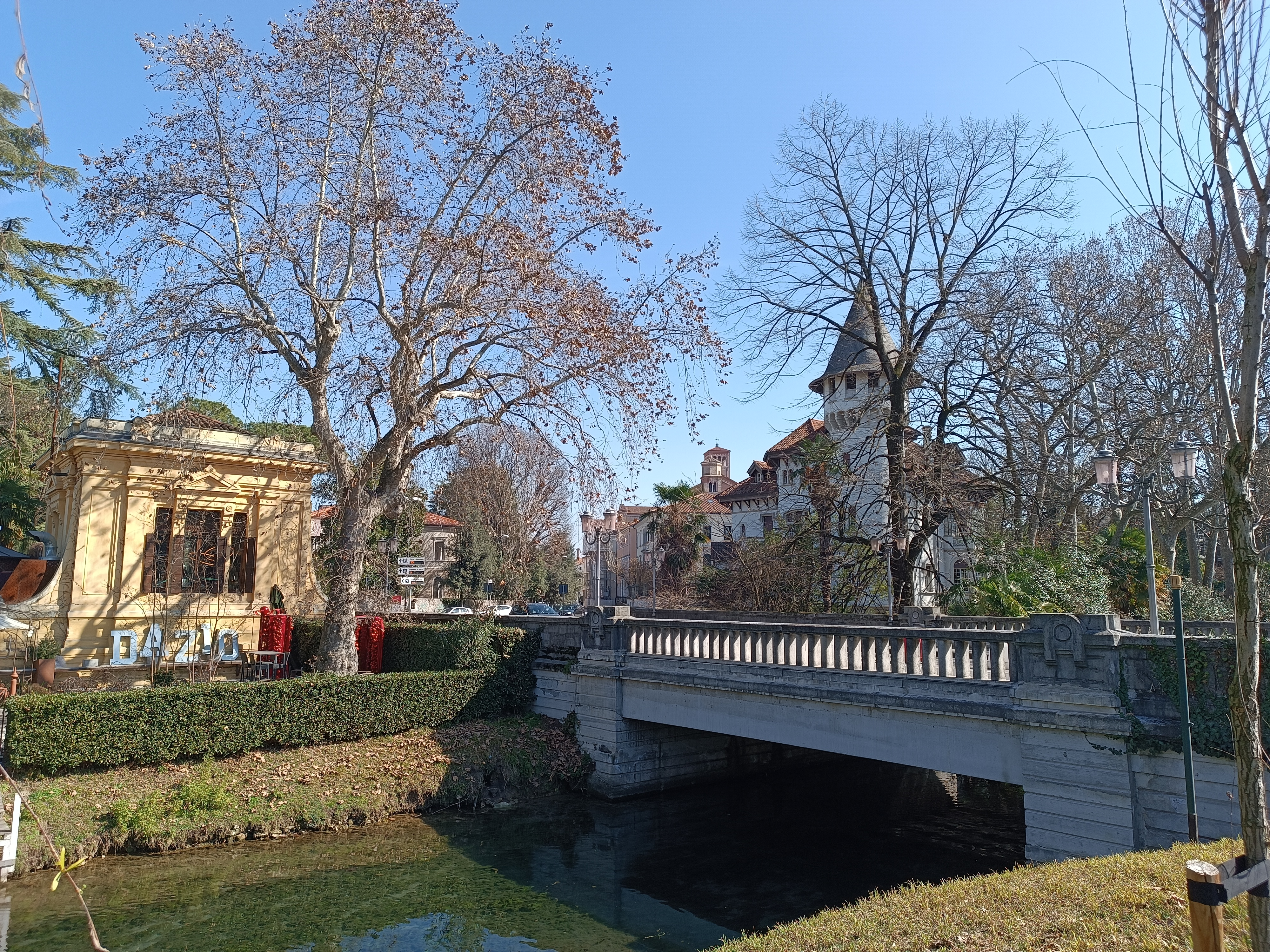
"Porta" Calvi
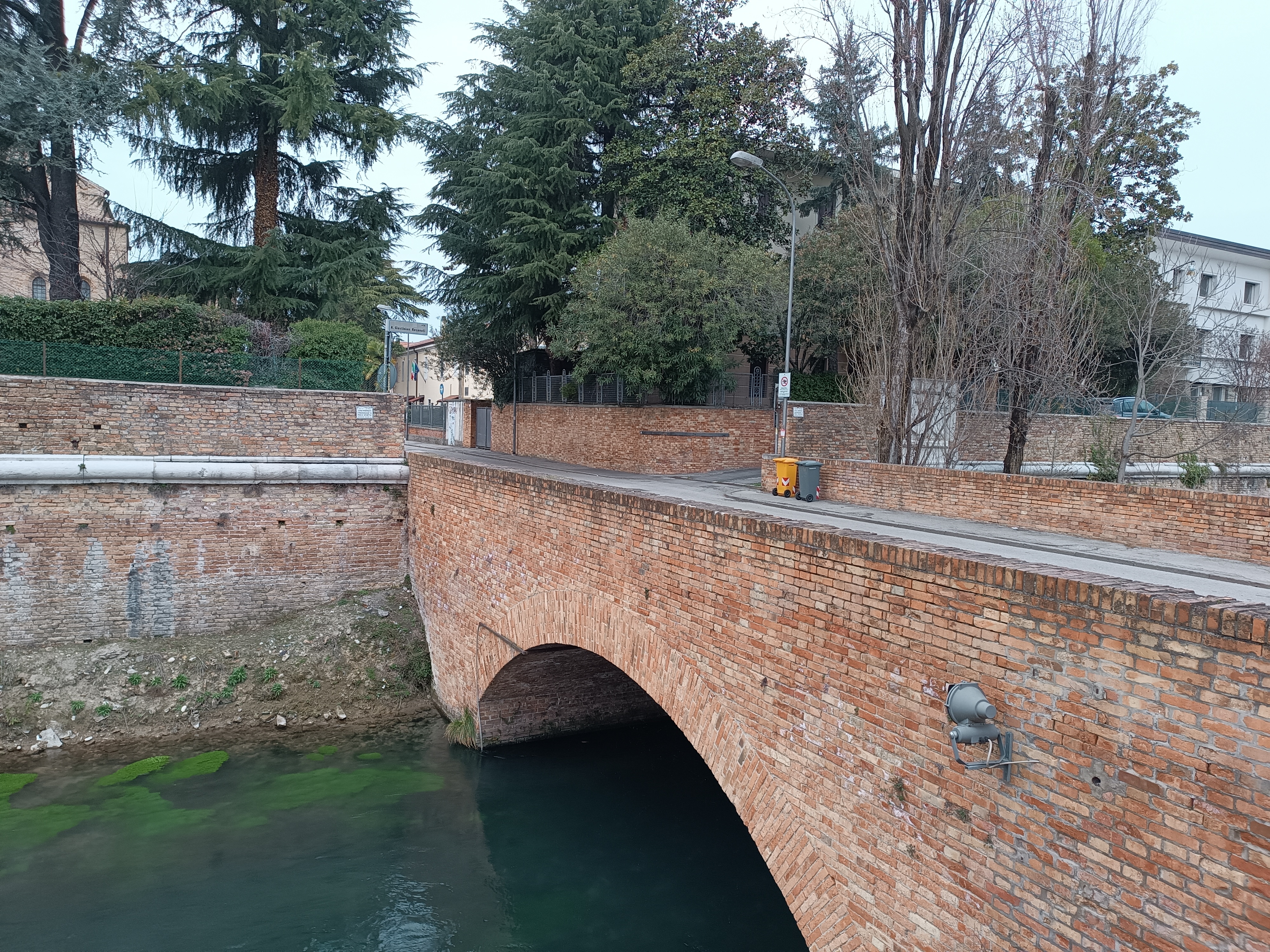
Varco Santa Margherita
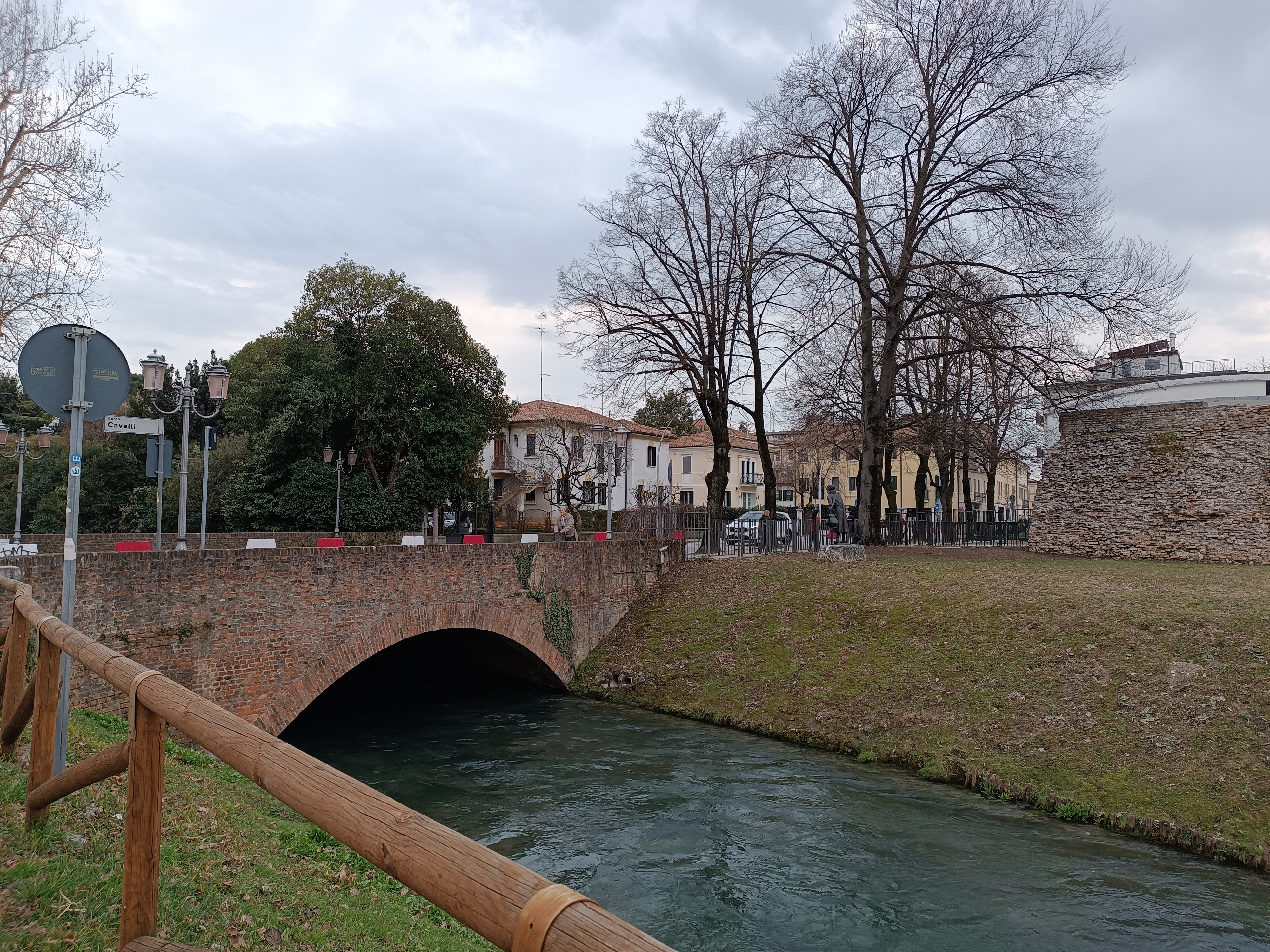
"Porta" Piave

### Sistema idraulico

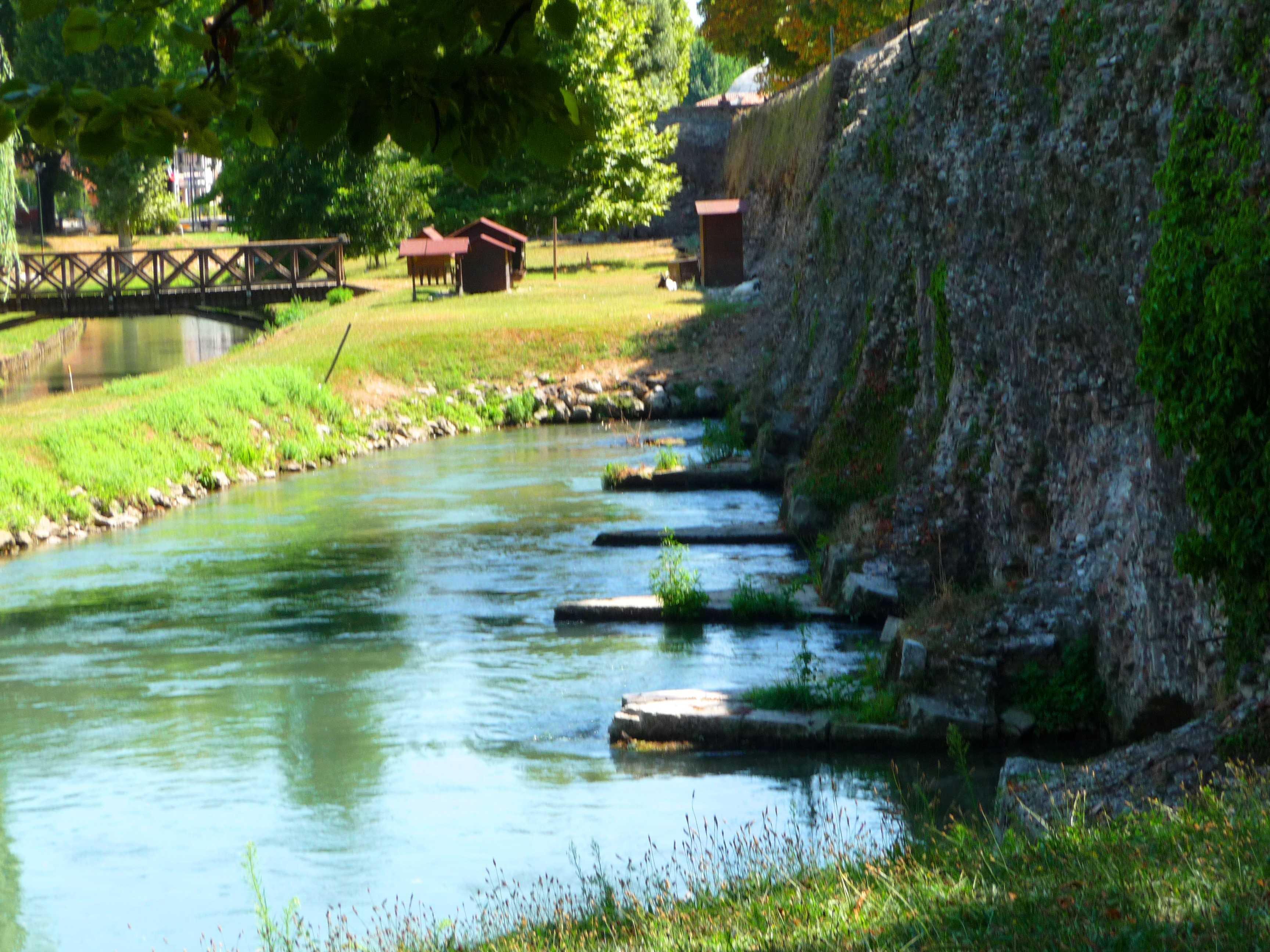
Il tratto di mura in corrispondenza delle chiuse
Le chiuse poste all'ingresso del Botteniga in città
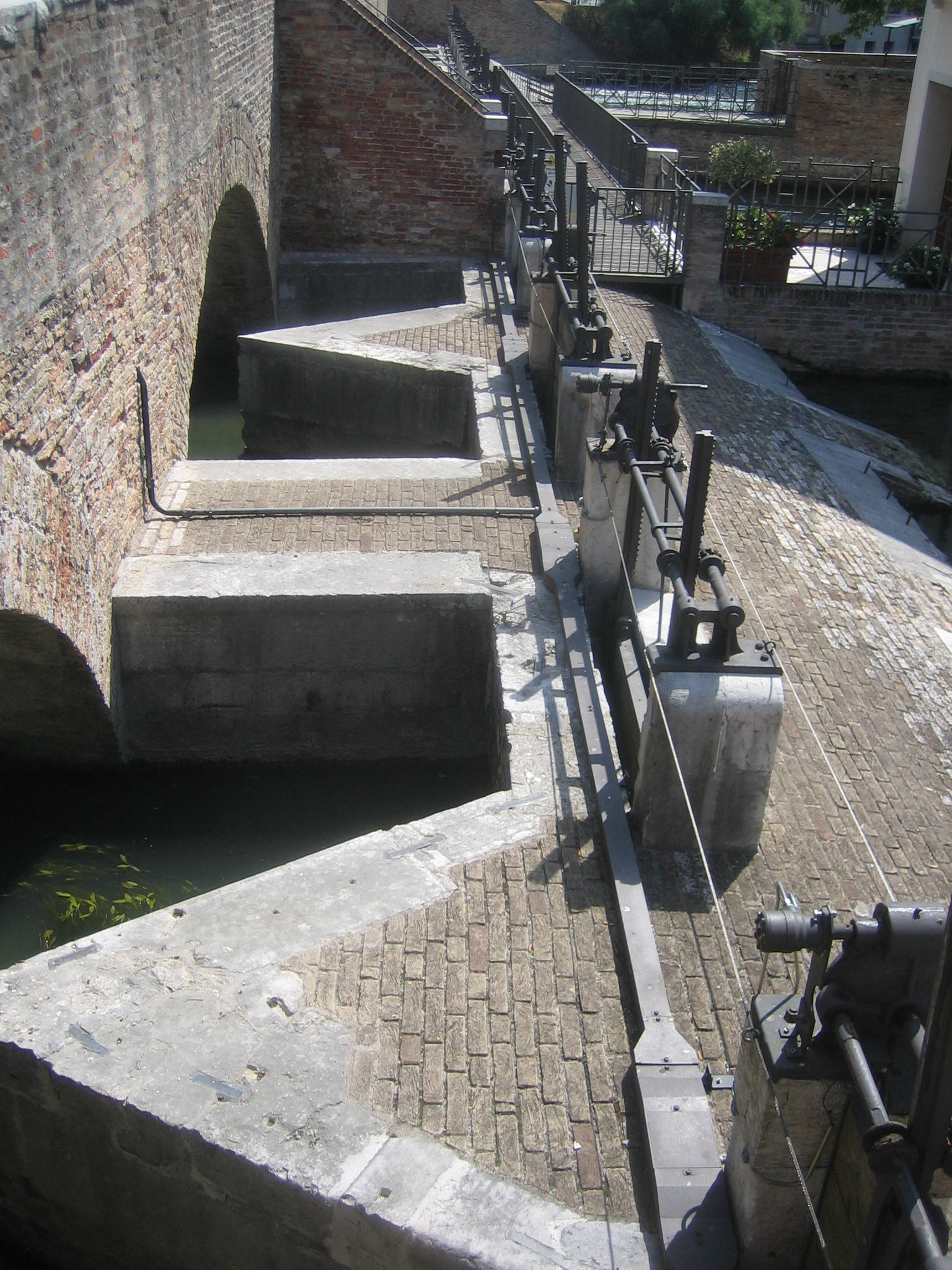
Particolare del sistema delle chiuse
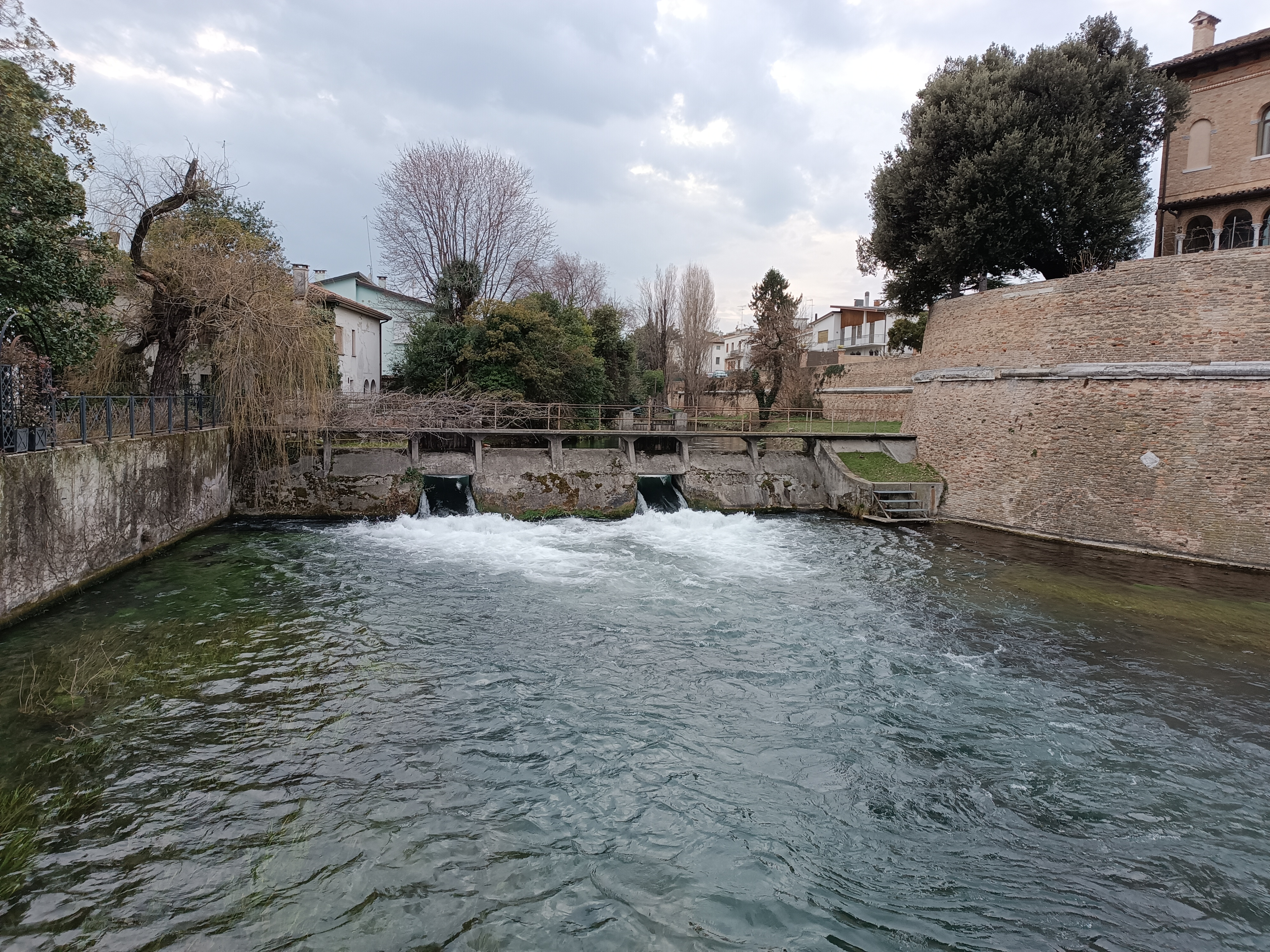
Chiuse del canale della Polveriera al bastione San Paolo